# Virginie (prénom)
Pour les articles homonymes, voir Virginie.
Virginie est un prénom féminin qui vient du latin virgo (vierge).

## Variantes
- anglais, espagnol, italien, portugais: Virginia
- espéranto : Virginio
- polonais : Wirginia
- poitevin : Verjhe, Verjhinie
- russe : Вирджини
- hongrois : Virzsini

Surnoms et dérivés les plus courants : Ginger et Virginia au féminin, et Virginien au masculin.

## Popularité du nom
Le prénom Virginie fut donné 170 869 fois en France entre 1900 et 2002, dont 121 fois en 2002. La plus grosse période fut entre 1970 et 1990 où il fut donné entre 5 000 et 10 000 fois par an. Le maximum est atteint en 1974 avec 10 539 naissances. La popularité du prénom Virginie semble correspondre à la sortie du film "Virginie" de Jean Boyer en 1962.
- 1900 : 407 naissances /Rang : 154e
- 1940 : Rang : 28e
- 1950 : 53 naissances /Rang : 658e
- 1974 : 10 539 naissances
- 2002 : 121 naissances
- 2003 : 34 naissances /Rang : 597e
- 2005 : 84 naissances /Rang : 1063e

## Virginie comme nom de personne ou prénom
- Virginie, en latin Verginia, est une héroïne de la Rome antique.

### Saintes
- Virginie ou Vierge ou Virginia, bergère en Poitou au début du christianisme, a donné son nom au village de Sainte-Verge près de Thouars ; fêtée le 7 janvier et jusqu'en 1970 fêtée le 8 juillet .
- Virginie Centurione Bracelli (1587-1651), laïque italienne du XVIIe siècle, fondatrice de deux congrégations religieuses ; fêtée le 15 décembre.

### Prénom
- Virginie Ancelot était une écrivain dramaturge.
- Virginie Dedieu est une championne de natation synchronisée.
- Virginie Desarnauts est une actrice.
- Virginie Despentes est une écrivain.
- Virginie Efira est une animatrice de télévision et une actrice.
- Virginie Guilhaume est une animatrice de télévision.
- Virginie Hocq est une comédienne et humoriste belge.
- Virginie Ledieu est une actrice française qui double la voix de Alyson Hannigan.
- Virginie Ledoyen est une actrice.
- Virginie Lemoine est une actrice.
- Virginie Mauvais était une institutrice puis une inspectrice des écoles municipales.
- Virginie Razzano est une joueuse de tennis.
- Virginie Verdonck est une guérisseuse renommée de Saint Jean de Luz